# Dirk Graham
Dirk Milton Graham (* 29. Juli 1959 in Regina, Saskatchewan) ist ein ehemaliger kanadischer Eishockeyspieler sowie derzeitiger -trainer und -scout, der im Verlauf seiner aktiven Karriere zwischen 1975 und 1995 unter anderem 862 Spiele für die Minnesota North Stars und Chicago Blackhawks in der National Hockey League auf der Position des rechten Flügelstürmers bestritten hat. Seinen größten Karriereerfolg feierte Graham, der in der Saison 1998/99 die Chicago Blackhawks auch kurzzeitig als Cheftrainer betreute, im Trikot der kanadischen Nationalmannschaft mit dem Sieg beim Canada Cup 1991. Seit dem Sommer 2008 ist er als Scout bei den San Jose Sharks in der NHL tätig und arbeitet seit 2014 zusätzlich im Trainerstab des Farmteams.
Graham war bei seiner Ernennung zum Mannschaftskapitän der Chicago Blackhawks im Jahr 1989, der erst afrikanischstämmige Spieler der NHL-Geschichte, der mit diesem Amt betraut wurde. Ebenso war er bei seiner Verpflichtung als Cheftrainer der Blackhawks zur Spielzeit 1998/99 der erste afrikanischstämmige Cheftrainer in der NHL.

## Karriere
Graham verbrachte seine Juniorenzeit in seiner Heimatstadt Regina in der Provinz Saskatchewan. Dort spielte er für die Regina Pats in der Western Canada Hockey League. Nach vier guten Jahren in Regina wählten ihn die Vancouver Canucks beim NHL Entry Draft 1979 in der fünften Runde als 89 aus. Er blieb in den Minor Leagues und spielte dort für die Dallas Black Hawks in der Central Hockey League sowie die Fort Wayne Komets und die Toledo Goaldiggers in der International Hockey League. 1983, nachdem die Rechte der Canucks verfallen waren, verpflichteten ihn die Minnesota North Stars als Free Agent.
In der Saison 1983/84 spielte er erst erneut in der CHL, nun bei den Salt Lake Golden Eagles. Doch in dieser Spielzeit kam er in Minnesota zu seinen ersten NHL Einsätzen. In der kommenden Saison spielte er anfangs noch in der American Hockey League bei den Springfield Indians, konnte sich nun aber endgültig in der NHL durchsetzen. Seine Qualitäten als Scorer waren ordentlich, herausragend war er jedoch als Checker und Führungsspieler.
Im Laufe der Saison 1987/88 gaben die Northstars Graham an die Chicago Blackhawks ab. Ab 1989 war er Kapitän der Blackhawks und führte sein Team 1992 in die Finals um den Stanley Cup. Nach der Saison 1994/95 beendete er, der regelmäßig sowohl in Überzahl als auch im Unterzahl eingesetzt wurde, seine Karriere und wurde Assistenztrainer von Craig Hartsburg bei den Blackhawks.
In der Saison 1998/99 übernahm er das Team aus Chicago als Cheftrainer, wurde aber im Laufe der Saison von Lorne Molleken abgelöst. Nach einer mehrjährigen Pause war er in der Saison 2003/04 vorübergehend bei den Tampa Bay Lightning als Scout tätig, die in dieser Spielzeit den Stanley Cup gewannen. Im Sommer 2004 übernahm er für zwei Jahre das Traineramt bei den Springfield Falcons in der American Hockey League. Danach war er wieder zwei Jahre als Scout für Tampa tätig, ehe er zu den San Jose Sharks wechselte, wo er seitdem im Scouting und der Talententwicklung als Trainer arbeitet.

## Erfolge und Auszeichnungen
| - 1979 WHL Second All-Star Team - 1981 IHL Second All-Star Team - 1983 IHL First All-Star Team | - 1984 CHL First All-Star Team - 1991 Frank J. Selke Trophy |

### International
- 1991 Goldmedaille beim Canada Cup

## Karrierestatistik

### International
Vertrat Kanada bei:
- Weltmeisterschaft 1987
- Canada Cup 1991

(Legende zur Spielerstatistik: Sp oder GP = absolvierte Spiele; T oder G = erzielte Tore; V oder A = erzielte Assists; Pkt oder Pts = erzielte Scorerpunkte; SM oder PIM = erhaltene Strafminuten; +/− = Plus/Minus-Bilanz; PP = erzielte Überzahltore; SH = erzielte Unterzahltore; GW = erzielte Siegtore; 1 Play-downs/Relegation; Kursiv: Statistik nicht vollständig)

### NHL-Trainerstatistik
(Legende zur Trainerstatistik: Sp oder GC = Spiele insgesamt; W oder S = erzielte Siege; L oder N = erzielte Niederlagen; T oder U = erzielte Unentschieden; OTL oder OTN = erzielte Niederlagen nach Overtime oder Shootout; Pts oder Pkt = erzielte Punkte; Pts% oder Pkt% = Punktquote; Win% = Siegquote; Resultat = erreichte Runde in den Play-offs)